# Mzimba (district)
Mzimba is een district in de noord regio van Malawi. Het district heeft een oppervlakte van 10.430 km² en een inwoneraantal van 610.944. De meest gesproken taal van het district is Tumbuka. De hoofdstad van het district heet ook Mzimba dit is echter niet de grootste stad van het district. Dat is namelijk Mzuzu wat ook de hoofdplaats is van de gehele regio Noord-Malawi.